# Sosigene di Alessandria
Sosigene (in greco antico: Σωσιγένης?, Sōsighénēs; Alessandria d'Egitto, ... – ...; fl. I secolo a.C.) è stato un astronomo greco antico del periodo tolemaico, vissuto nel I secolo a.C..

## Biografia
Su di lui si hanno poche notizie, al di fuori di quanto ne dice Plinio il Vecchio nella Naturalis historia. Pare che Giulio Cesare si sia rivolto a Sosigene per l'elaborazione del calendario giuliano, e che a lui si debba l'introduzione dell'anno bisestile, la cui durata era basata sul ciclo callippico. Plinio attribuisce a Sosigene (oltre che a Kidinnu) anche il calcolo dell'elongazione di Mercurio dal Sole.
Pare che l'astronomo fosse molto caro a Cleopatra e che fosse stata proprio la regina d'Egitto a presentarlo a Giulio Cesare. Durante il regno di Cleopatra, Sosigene divenne anche un consigliere della regina.